# Omer Saleh Al Mehannah
Omer Saleh Al Mehannah (Rijád, 1959. december 31. –) Szaúd-arábiai nemzetközi labdarúgó-játékvezető.

## Pályafutása

### Nemzeti játékvezetés
A játékvezetői vizsgát 1976-ban tette le, majd a keleti régióba kezdte szolgálatát. Nemzeti labdarúgó-szövetségének megfelelő játékvezető bizottságai minősítése alapján jutott magasabb osztályokba. Az 1. Liga bírója. A nemzeti játékvezetéstől 2004-ben vonult vissza.

### Nemzetközi játékvezetés
A Szaúd-arábiai labdarúgó-szövetségének Játékvezető Bizottsága (JB) terjesztette fel nemzetközi játékvezetőnek, a Nemzetközi Labdarúgó-szövetség (FIFA) 1991-től tartja nyilván bírói keretében. Több nemzetek közötti válogatott és klubmérkőzést vezetett. Az aktív nemzetközi játékvezetéstől 2004-ben a FIFA 45 éves korhatárának elérésével búcsúzott.

#### Labdarúgó-világbajnokság

##### U17-es labdarúgó-világbajnokság
Olaszország a 4., az 1991-es U17-es labdarúgó-világbajnokságot, Japán az 5., az 1993-as U17-es labdarúgó-világbajnokságot rendezte, ahol a FIFA JB bíróként foglalkoztatta.

###### 1991-es U17-es labdarúgó-világbajnokság
| Időpont             | Helyszín                | Mérkőzés típusa              | Mérkőzés   | Eredmény | Nézők száma |
| ------------------- | ----------------------- | ---------------------------- | ---------- | -------- | ----------- |
| 1991. augusztus 17. | Városi Stadion, Livorno | csoportmérkőzés (D. csoport) | Ghána–Kuba | 2 – 1    | 1500        |

###### 1993-as U17-es labdarúgó-világbajnokság
| Időpont             | Helyszín                   | Mérkőzés típusa              | Mérkőzés              | Eredmény | Nézők száma |
| ------------------- | -------------------------- | ---------------------------- | --------------------- | -------- | ----------- |
| 1993. augusztus 22. | Központi Stadion, Hirosima | csoportmérkőzés (D. csoport) | Tunézia–Lengyelország | 1 – 3    | 1608        |
| 1993. augusztus 24. | Központi Stadion, Hirosima | csoportmérkőzés (D. csoport) | Kína–Lengyelország    | 0 – 2    | 1503        |
| 1993. szeptember 4. | GSP Stadion, Tokió         | bronzmérkőzés                | Chile–Lengyelország   | 1 – 1    | 1500        |

---
A világbajnoki döntőkhöz vezető úton Amerikai Egyesült Államokba a XV., az 1994-es labdarúgó-világbajnokságra, Franciaországba a XVI., az 1998-as labdarúgó-világbajnokságra, valamint Németországba a XVIII., a 2006-os labdarúgó-világbajnokságra a FIFA JB játékvezetőként alkalmazta. Selejtező mérkőzéseket az AFC zónákban vezetett.

##### 1994-es labdarúgó-világbajnokság

###### Selejtező mérkőzés
| Időpont          | Helyszín                | Mérkőzés típusa           | Mérkőzés        | Eredmény |
| ---------------- | ----------------------- | ------------------------- | --------------- | -------- |
| 1993 április 28. | Központi Stadion, Dubaj | előselejtező (F. csoport) | Thaiföld–Japán  | 0 – 1    |
| 1993. május 5.   | Központi Stadion, Dubaj | előselejtező (F. csoport) | Srí Lanka–Japán | 0 – 6    |

##### 1998-as labdarúgó-világbajnokság

###### Selejtező mérkőzés
| Időpont          | Helyszín               | Mérkőzés típusa           | Mérkőzés                         | Eredmény | Nézők száma |
| ---------------- | ---------------------- | ------------------------- | -------------------------------- | -------- | ----------- |
| 1997. április 8. | Nemzeti Stadion, Riffa | előselejtező (3. csoport) | Jordánia–Egyesült Arab Emírségek | 0 – 0    | 3000        |

##### 2006-os labdarúgó-világbajnokság

###### Selejtező mérkőzés
| Időpont         | Helyszín                      | Mérkőzés típusa           | Mérkőzés          | Eredmény | Nézők száma |
| --------------- | ----------------------------- | ------------------------- | ----------------- | -------- | ----------- |
| 2004. június 9. | Világbajnoki Stadion, Tedzson | előselejtező (7. csoport) | Dél-Korea–Vietnám | 2 – 0    | 40 019      |

#### Ázsia-kupa
Japán a 10.,, az 1992-es Ázsia-kupa, Libanon a 12., a 2000-es Ázsia-kupa kupa labdarúgó tornát rendezte, ahol az  Ázsiai Labdarúgó-szövetség (AFC) JB hivatalnokként alkalmazta.

##### 1992-es Ázsia-kupa

###### Selejtező mérkőzés
| Időpont         | Helyszín                        | Mérkőzés típusa           | Mérkőzés       | Eredmény |
| --------------- | ------------------------------- | ------------------------- | -------------- | -------- |
| 1992. május 24. | Városi Stadion, Mencipta Al Ain | előselejtező (2. csoport) | Kuvait–Bahrein | 2 – 0    |

###### Ázsia-kupa mérkőzés
| Időpont           | Helyszín                             | Mérkőzés típusa              | Mérkőzés         | Eredmény | Nézők száma |
| ----------------- | ------------------------------------ | ---------------------------- | ---------------- | -------- | ----------- |
| 1992. október 30. | Hiroshima Big Arch Stadion, Onomicsi | csoportmérkőzés (A. csoport) | Irán–Észak-Korea | 2 – 0    | 8000        |

#### 2000-es Ázsia-kupa

##### Ázsia-kupa mérkőzés
| Időpont           | Helyszín                   | Mérkőzés típusa              | Mérkőzés       | Eredmény | Nézők száma |
| ----------------- | -------------------------- | ---------------------------- | -------------- | -------- | ----------- |
| 2000. október 13. | Olimpiai Stadion, Tripoli  | csoportmérkőzés (B. csoport) | Dél-Korea–Kína | 2 – 2    | 1000        |
| 2000. október 18. | Nemzetközi Stadion, Szidón | csoportmérkőzés (A. csoport) | Irán–Irak      | 1 – 0    | 8582        |

#### Gulf Nemzetek Kupája
Gulf Nemzetek Kupája, vagy Arab-öböl Kupa. Bahrein rendezte az 1998-as Gulf Cup labdarúgó tornát, ahol az AFC JB játékvezetői feladatra alkalmazta.

##### 1998-as Gulf Cup
| Időpont           | Helyszín                | Mérkőzés típusa | Mérkőzés                        | Eredmény |
| ----------------- | ----------------------- | --------------- | ------------------------------- | -------- |
| 1998. október 30. | Nemzeti Stadion, Manáma | csoportmérkőzés | Bahrein–Egyesült Arab Emírségek | 0 – 1    |

#### Olimpiai játékok

##### 1996. évi nyári olimpiai játékok
Amerika rendezte a XXVI., a Férfi labdarúgótornát az 1996. évi nyári olimpiai játékokon valamint a Női labdarúgótornát az 1996. évi nyári olimpiai játékokon, ahol a FIFA JB bírói szolgálatra alkalmazta.

###### Férfi labdarúgótorna az 1996. évi nyári olimpiai játékokon
| Időpont          | Helyszín                 | Mérkőzés típusa   | Mérkőzés       | Eredmény | Nézők száma |
| ---------------- | ------------------------ | ----------------- | -------------- | -------- | ----------- |
| 1996. július 28. | Legion Field, Birmingham | egyik negyeddöntő | Mexikó–Nigéria | 0 : 2    | 44 788      |

###### Női labdarúgótorna az 1996. évi nyári olimpiai játékokon
| Időpont          | Helyszín                | Mérkőzés típusa              | Mérkőzés       | Eredmény | Nézők száma |
| ---------------- | ----------------------- | ---------------------------- | -------------- | -------- | ----------- |
| 1996. július 25. | RFK Stadion, Washington | csoportmérkőzés (F. csoport) | Norvégia–Japán | 4 – 0    | 30 237      |